# Diecezja Kohima
Diecezja Kohima – diecezja rzymskokatolicka w Indiach. Została utworzona w 1973 jako diecezja Kohima–Imphal. Pod obecną nazwą od 1980.

## Ordynariusze
- Abraham Alangimattathil, S.D.B. † (1973–1996)
- Jose Mukala (1997–2009)
- James Thoppil, od 2011